# East India Arms

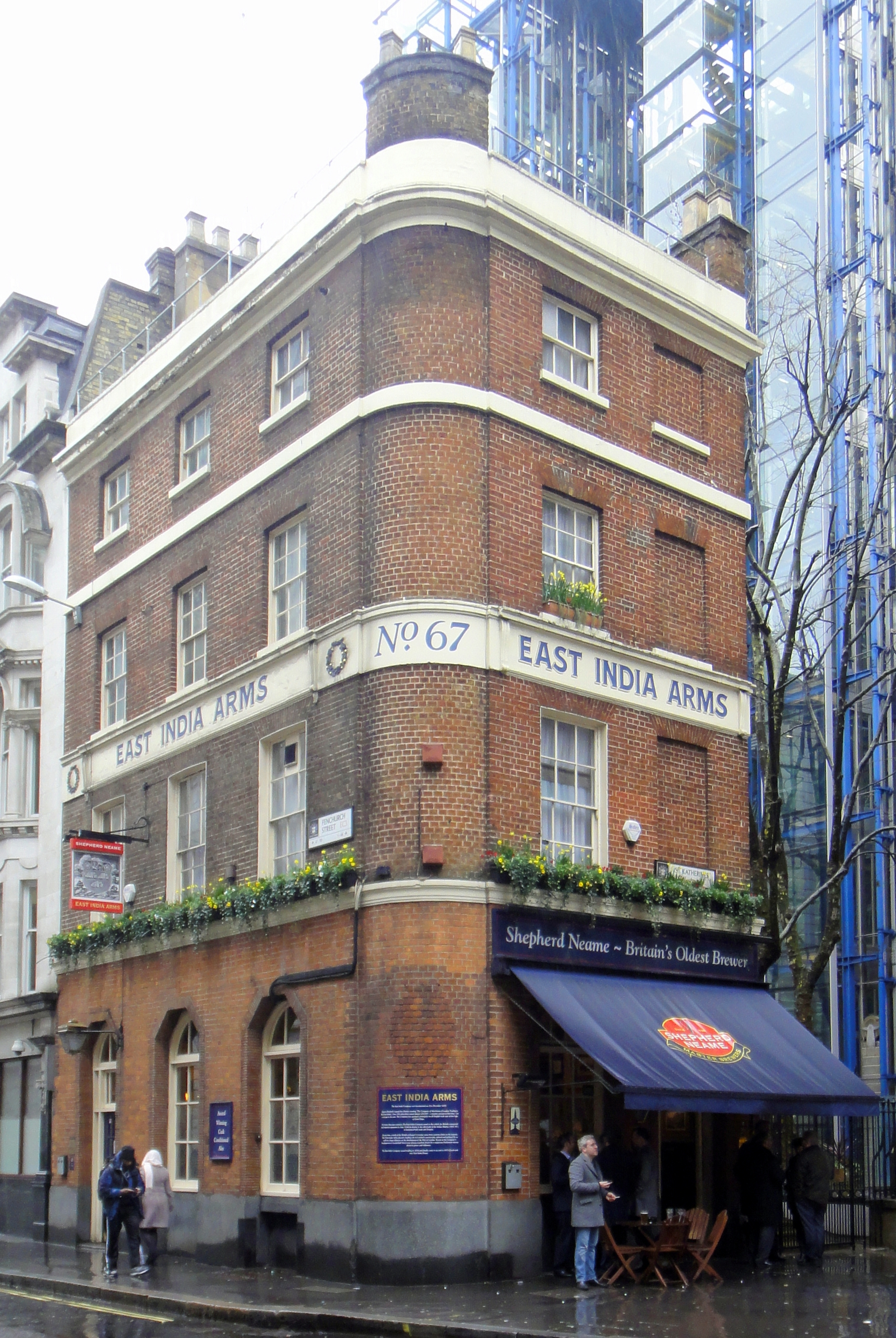
Das East India Arms.

Das East India Arms ist ein Pub in der City of London. Das Gebäude liegt an der Fenchurch Street neben dem Platz an dem die East India Company ihr Hauptquartier hatte.

## Geschichte
Das East India Arms geht vermutlich auf das Magpie Ale House zurück, das sich seit mindestens 1645 an dieser Stelle der Fenchurch Street befand.
Das East India Arms entstand 1829 als Teil eines gesamten Blocks der typisch für damalige Londoner Gebäude war: die Häuser Fenchurch 67 bis Fenchurch 70 waren alles vierstöckige Bauten aus rotem Backstein. In ihnen befanden sich ursprünglich verschiedene Händler und Dienstleister, die mit der East India Company und dem Handel mit Ostasien zu tun hatten. Die anderen Häuser des Blocks fielen 1910 einem neuen Häuserblock von Paul Hoffman zum Opfer.
1838 bildete John Tallis das East India Arms in seinem ersten Atlas von London ab. Das 1829 gebaute Gebäude ist mittlerweile das älteste Gebäude der Lloyd’s Avenue Conservation Area und der Fenchurch Street. Innerhalb der Londoner Innenstadt ist es der einzige Ort, der noch an die East India Company erinnert. Das Pub selbst gehört der Brauerei Shepherd Neame, und findet sich dank deren Bier regelmäßig auf Zusammenstellungen guter Pubs in England.
In der Nachkriegszeit besuchten vor allem Büroangestellte der City das Pub. Es kamen aber auch Offiziere zur See, die an der Lloyd’s Maritime Academy eine Prüfung abgelegt hatten oder noch abzulegen hatten.

## Architektur und derzeitige Nutzung
Das Gebäude des East India Arms ist ein vierstöckiges Gebäude im klassischen edwardianischen Stil. Die Fassaden bestehen aus rotem Backstein. Die Ecke ist, typisch für Bauten der Zeit, rund und bildet einen gelungenen Abschluss des Häuserblocks an dem das East India Arms steht. Der rote Backstein bildet einen auffallenden Kontrast zu den anderen historischen Gebäuden der Gegend, die meist aus Portland Stone gefertigt sind. In ihren klassischen Proportionen allerdings bilden sie ein zusammenhängendes Ensemble.
Das East India Arms ist ein klassisches britisches Pub, das nur Barhocker und Stehplätze hat, und keinerlei Speisen serviert. Das Pub serviert vor allem Bier der vergleichsweise kleinen handwerklichen Brauerei Shepheard Neame, trotz der Verbindung zur East India Company allerdings kein India Pale Ale. Die Inneneinrichtung besteht aus alten Fotos der Gegend und Spiegeln. Der Boden des einzigen Raums hat einen Holzfußboden. Es ist aber möglich, Mitgebrachtes zu verzehren. Frequentiert wird es vor allem von Angestellten der nahegelegenen Büros.

## Verbindungen zur East India Company
An der Außenseite des Pubs erinnert eine Gedenktafel an die East India Company und deren Geschichte. Obwohl das Pub der einzige Erinnerungsort in der Londoner Innenstadt für die East India Company ist, gibt es keine direkte Verbindung zwischen beiden. Immerhin aber eröffnete das East India Arms an dieser Stelle etwa 20 Jahre vor dem Ende der Company neben deren Hauptsitz und einer Reihe von Lagerhäusern der Company. Es ist also sehr wahrscheinlich, dass Angestellte der Company dort in seinen Anfangszeiten ein und aus gingen.